# Kagemni (VI. dinasztia)
Kagemni (más néven Memi) ókori egyiptomi vezír volt a VI. dinasztia idején, Teti uralkodása alatt. Felesége, Nebtinubhet Szesszeset valószínűleg Teti lánya volt. Kagemnit Szakkarában temették el. Nem azonos a IV. dinasztia idején ismert Kagemnivel, aki a Kagemni intelmeiből ismert.

## Élete
Kagemni sírjából ismert életrajza és címei, melyekből körülbelül ötven maradt fenn különböző helyeken elszórtan említve a sírban; egy része valószínűleg csak tiszteletbeli volt. Pályafutása az V. dinasztia idején, Iszeszi uralkodása alatt kezdődött, majd a dinasztia utolsó fáraója, Unisz alatt is folytatódott – bíróként és nomoszkormányzóként –, és a VI. dinasztia első királya, Teti alatt érte el tetőpontját, amikor is vezír és az ország bíráinak elöljárója lett. Számos fontos címet viselt az államigazgatásban és a palotában, emellett vallási címei is voltak. A két aranyház felügyelője és a két kincstár elöljárója volt, a király díszei két kamrájának felügyelője, a fehér és vörös korona házainak igazgatója, a fejékek őrzője, valamint Ré főpapja és Min istenszobor-öltöztetője. Vezírként felügyelte a király dokumentumainak írnokait, a király építkezéseit, valamint a hat nagy udvar felügyelőjének címét is viselte. Több címe szerint Teti piramisához is köze volt, ő felügyelhette az építését és a piramisvárost.
Felesége, Nebtinubhet címe szerint a király vér szerinti lánya volt, neve egyetlen kövön szerepel a sírban. Gyermekeik száma nem ismert, csak a legidősebb fiú, Tetianh említése tűnik bizonyosnak.

## Sírja

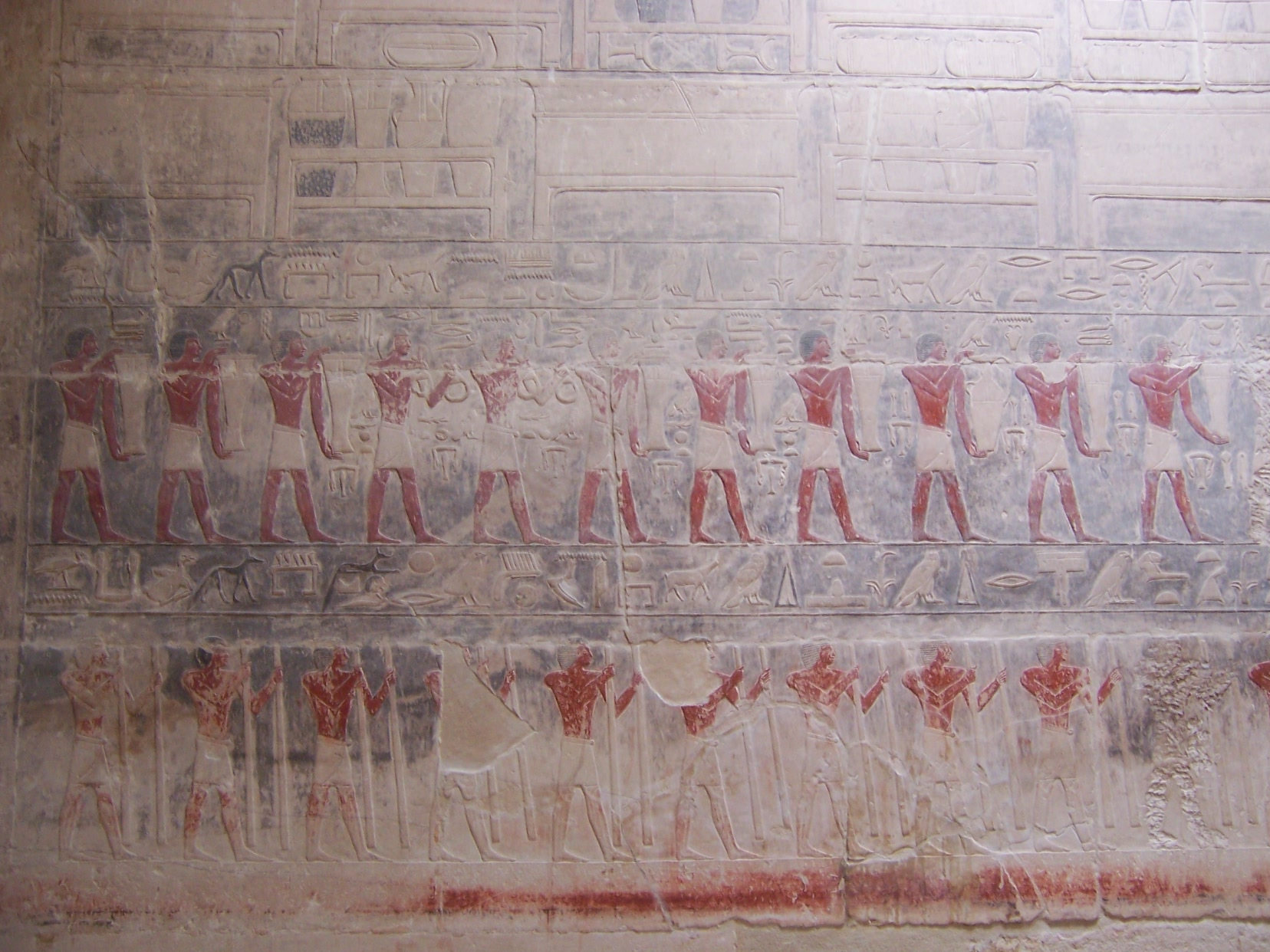
Áldozatvivők. Jelenet a sírból

Kagemnit Szakkarában temették el, Teti piramisától északra, a Dzsószer-piramistól északkeletre, a Teti-piramis közelében lévő temető legnagyobb masztabasírjába (LS10 sír). A sír – ahogy a Kagemnit követő Mereruka vezír sírja is –, jól illusztrálja a magas rangú tisztségviselők befolyásának a királyi hatalom gyengülésével párhuzamos növekedését, ami az óbirodalom végét jellemezte. Hatalmas, a két métert is elérő hosszúságú, ötven centiméter vastag mészkőtömbökből épült, belseje helyi, külső borítása fehér turai mészkőből; alapjának mérete 32×32 m, belseje a délkeleti részen L alakban elhelyezkedő helyiségeken kívül tömör.
A bejárat kis helyiségbe nyílik (I. számú helyiség), melyet a mindennapi élet jeleneteivel díszítettek. Ebből jobbra hosszúkás helyiség nyílik (II.), melynek végében lépcső vezet a tetőre. A bejárati helyiséggel szemben hosszúkás, háromoszlopos csarnok nyílik (III.) Ennek falain többek közt Kagemnit ábrázolják hajón, mögötte kis papiruszcsónakban három másik embert. Emellett vadon élő állatokat, köztük krokodilokat, békákat és szitakötőket látunk, más jelenetekben jószágokat, többek közt egy tehenet, amit éppen fejnek, illetve egy borjút.
Az oszlopos csarnok végéből egy folyosó indul ki, melyről öt raktárhelyiség nyílik. A csarnokból jobbra nyílik a IV. helyiség, ettől nyugatra pedig a szerdáb (szoborfülke), melyet elfalaztak, nincs bejárata a többi helyiség felől. A nyílás, melyen át a szobor kilát a helyiségből, itt nem volt jelen, és az ásatáskor szobrot sem találtak idebenn. A IV. helyiséget követő V. helyiségben egy padot alakítottak ki a halotti kultuszban részt vevők számára. Innen nyílik a VI. és a VII. helyiség, melyek közül előbbiben egy későbbi temetkezés aknája található, utóbbi az áldozati helyiség lehetett, mert itt található egy áldozati asztal és egy álajtó. A VII. helyiségből nyíló VIII. helyiségnek különösebb funkciója nem volt.

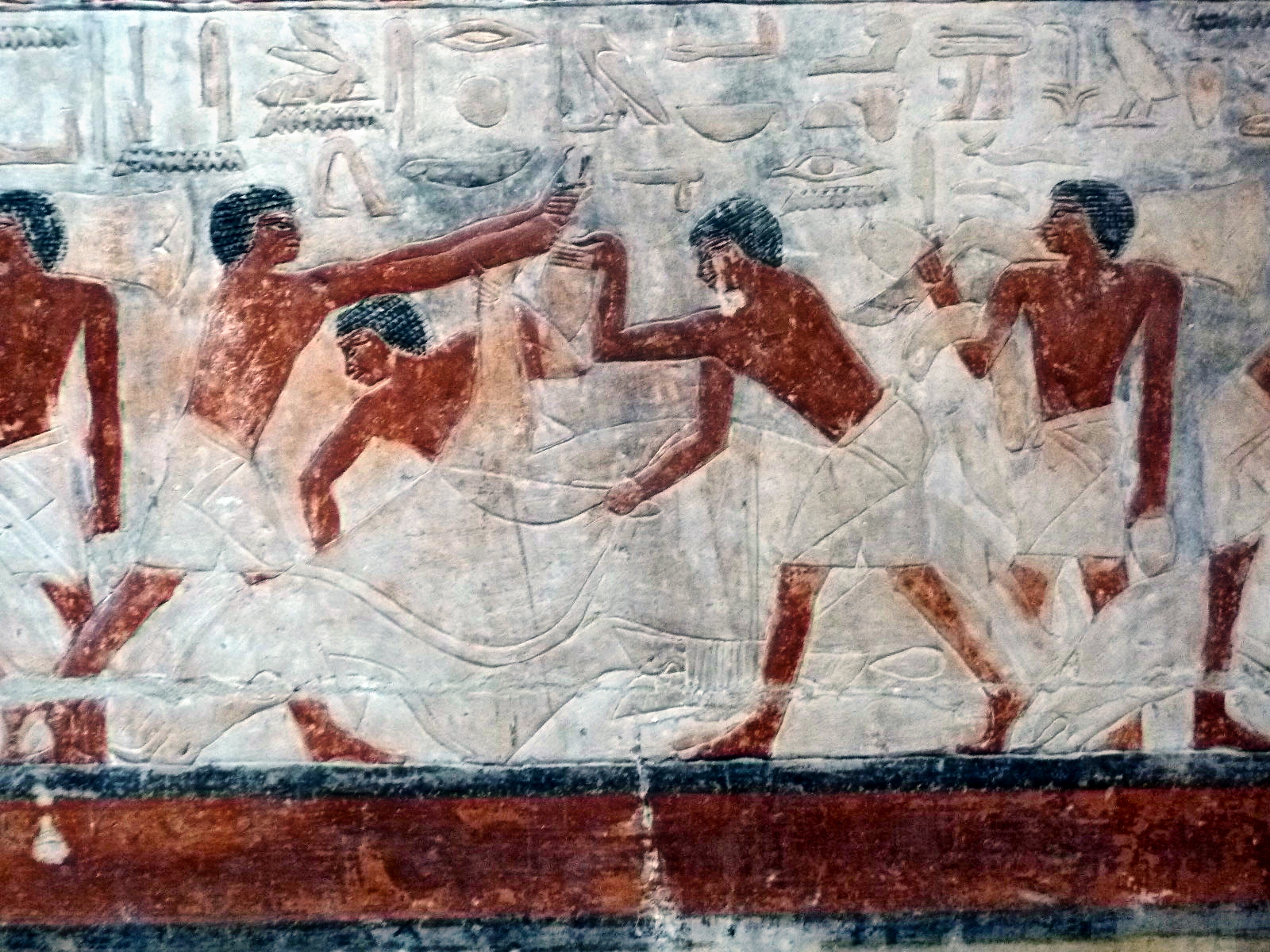
Szarvasmarha levágása. Jelenet a sírból

Az oszlopos csarnokot követő helyiségekben a díszítés a mindennapi élet ábrázolásairól áttevődik a halotti kultusszal kapcsolatos ábrázolásokra. Az egyik jelenetben Kagemnit hordszéken viszik; itt a vezír számos címét felsorolják. Egyes jeleneteken ludakat, illetve hiénákat kényszertáplálnak.
Maga a sírkamra egy, a tetőről nyíló akna mélyén helyezkedik el a masztaba északnyugati sarkán, tehát az áldozati helyiséghez közel, de a sír belső helyiségeiből nem érhető el. A sírkamra falait díszítették. A sírkamrában feliratokkal díszített kőszarkofág állt, benne fakoporsó. A tetőn két, bárka formájú akna is található, ezek azonban üresen maradtak. Bárkák eredetileg csak a királyi piramisokhoz tartoztak.
A masztabát Richard Lepsius fedezte fel 1843-ban, majd nagy részét von Bissing publikálta 1905–11 között, az I.-III. helyiség azonban napjainkig publikálatlan. A masztabát már a fáraókorban kifosztották, később köveket hordtak szét belőle, így eredeti tetőzete és a falak felső része hiányzik. Emiatt a külső részek díszítésének nagy része, főleg a felsőbb regisztereké, nagyrészt teljesen eltűnt. A masztaba belső részén, főleg a VIII. helyiségben a díszítés jó állapotban megmaradt. Egyes jelenetek, főleg a sír külseje felé, sietve készültek el, és több helyen befejezetlenek is, ami arra utal, a masztaba díszítését sietve fejezték be.

## Fordítás
- Ez a szócikk részben vagy egészben  a   Kagemni című angol Wikipédia-szócikk ezen változatának fordításán alapul.  Az eredeti cikk szerkesztőit annak laptörténete sorolja fel. Ez a jelzés csupán a megfogalmazás eredetét és a szerzői jogokat jelzi, nem szolgál a cikkben szereplő információk forrásmegjelöléseként.

## Külső hivatkozások
- Kagemni sírja, alaprajzzal (angol)